# حيدر شياع البراك
حيدر شياع غبيشي دليمي البراك هو سفير ودبلوماسي عراقي، وشقيق المحامي والسياسي العراقي أحمد شياع البراك.
ولد في 7 حزيران 1967 في محافظة بابل.
حاصل على شهادة البكالوريوس في الأدب الإنجليزي من كلية الآداب بجامعة بغداد عام 1990، وكذلك شهادة الدبلوم في اللغة الفرنسية من كلية ذاتها. كما حصل على شهادة البكالوريوس في القانون من جامعة بابل عام 2005.
عمل مدرسا في مدارس محافظة بابل بين عامي 1990-1996.
كان عضوا مناوبا في مجلس الحكم العراقي عن أخيه أحمد شياع البراك، ثم عمل في السلك الدبلوماسي منذ عام 2004، حيث عمل سفيرا في ديوان وزارة الخارجية ثم سفير العراق لدى بلغاريا وأذربيجان وكوريا الجنوبية.